# Peter Straßenberger
Peter Straßenberger (* 7. Januar 1938) ist ein ehemaliger deutscher Gewerkschaftsfunktionär der DDR. Er war Vorsitzender des FDGB-Bezirksvorstandes Berlin.

## Leben
Straßenberger war Mitglied des FDGB und der SED. Er studierte an der TU Dresden und  qualifizierte sich zum Diplom-Ingenieur für Kerntechnik. Von 1963 bis 1977 arbeitete er im Werk für Fernsehelektronik Berlin, war dort erst Sekretär der Abteilungsparteiorganisation des Bereiches Technik und seit 1976 Sekretär der Betriebsparteiorganisation der SED (BPO).
Von 1978 bis 1989 war er Vorsitzender des FDGB-Kreisvorstandes Berlin-Köpenick und vom 27. November 1989 bis März 1990 Vorsitzender des FDGB-Bezirksvorstandes Berlin. Nach der Auflösung des Bezirksvorstandes bestätigte der Geschäftsführende Vorstand des Gewerkschaftlichen Dachverbandes FDGB am 21. März 1990 Straßenberger als Leiter der Bezirksgeschäftsstelle Berlin.
Außerdem war er von 1979 bis 1990 Abgeordneter der Stadtbezirksversammlung Berlin-Köpenick.

## Auszeichnungen
- 1988 Vaterländischer Verdienstorden in Bronze[5]